# Крошенка
Крошенка, Крошна, або Крошня — річка в Україні, в межах Житомирського району Житомирської області. Ліва притока річки Кам’янки (басейн Тетерева→Дніпра).

## Опис
Ліва притока річки Кам'янки (притока річки Тетерів, басейн Дніпра). Довжина річки 14 км. Площа басейну 57,2 км². Є ставки, три водосховища. У річці Крошенка виявлено близько 151 видів водоростей, переважно зелені.

## Розташування
Річка Крошенка бере початок між селами Вереси та Гадзинка Житомирського району. Протікає на Захід, у місто Житомир. Впадає до Кам'янки в районі вулиці Вільський Шлях (урочище Видумка).

## Притоки
Найбільші притоки — ліві, Вошивиця та Ставровка.

## Походження назви
Достеменно назва не відома. Борис Грінченко у своєму словнику наводить значення слова «крошня» як рибальський сак. Також є версія, що річка отримала назву від місцевості Крошня (де видобували та крошили каміння), через яку протікає.

## Гідрохімічний стан
Через недалеке сусідство звалища ТПВ, самовільні скиди неочищених стічних вод жителями приватного сектору та хімічне забруднення деяких членів гаражного кооперативу «Восход», стан води значно погіршується. Дослідження виявили підвищений рівень забруднення у порівнянні з основними річками області: Тетерів, Случ, Убороть, Ірша, Норинь. А вміст хімічних речовин у воді перевищує допустимі значення нормативних вимог до якості води.
| Показник    | Позначення одиниці вимірювання | Результат вимірювання (р. Крошенка) | Максимальний показник у Житомирській області | Максимальний показник у Житомирській області | Мінімальний показник у Житомирській області | Мінімальний показник у Житомирській області |
| Сульфати    | мг/дм3                         | 531,0                               | р. Случ                                      | 92,8                                         | р. Норинь                                   | 28,3                                        |
| ХСК         | мгО2/дм3                       | 102,1                               | р. Уборть                                    | 39,3                                         | р. Норинь                                   | 29,8                                        |
| БСК5        | мгО2/дм3                       | 48,6                                | р. Ірша                                      | 334                                          | р. Норинь                                   | 5,26                                        |
| Азот амон.  | мг/дм3                         | 1,56                                | р. Тетерів                                   | 1,19                                         | р. Ірша                                     | 0,69                                        |
| Нітрити     | мг/дм3                         | 0,01                                | р. Случ                                      | 0,164                                        | р. Норинь                                   | 0,027                                       |
| Залізо заг. | мг/дм3                         | 6,08                                | р. Уборть                                    | 1,33                                         | р. Случ                                     | 0,8                                         |
| Кальцій     | мг/дм3                         | 38,0                                | р. Случ                                      | 92,0                                         | р. Уборть                                   | 20,0                                        |

## Цікаві факти
На берегах Крошенки здавна проживали люди. У 1982-2008 роках Олександром Олександровичем Тарабукіним виявлена система поселень скіфського періоду ранньої залізної доби (VIII—III ст. до н. е.). Це поселення в районі дачного масиву «Соколова гора», північна частина якого зруйнована піщаним кар'єром. Сім поселень в урочищі Видумка, неподалік гирла Крошенки, шість — на Крошні, два — в районі вул. Малинської.Окрім залишків будівель, виявлено бронзові накінечники, уламки посуду VIII—III ст. до н. е. та XII—XIII ст., прикрашеного орнаментами, печину, крем'яні вироби, залізний серп, уламки скляних браслетів. Також тут виявили курганні могильники.
Одне з крошнянських поселень, відкрите в 1983 році, досліджене разом I. I. Ярмошиком. На поверхні зібрано фрагменти кераміки орнаментованої ямками та косими лініями, антропоморфна пластика, пряслице та кременеві вироби. Матеріали зберігаються у фондах Житомирського краєзнавчого музею.

## Галерея

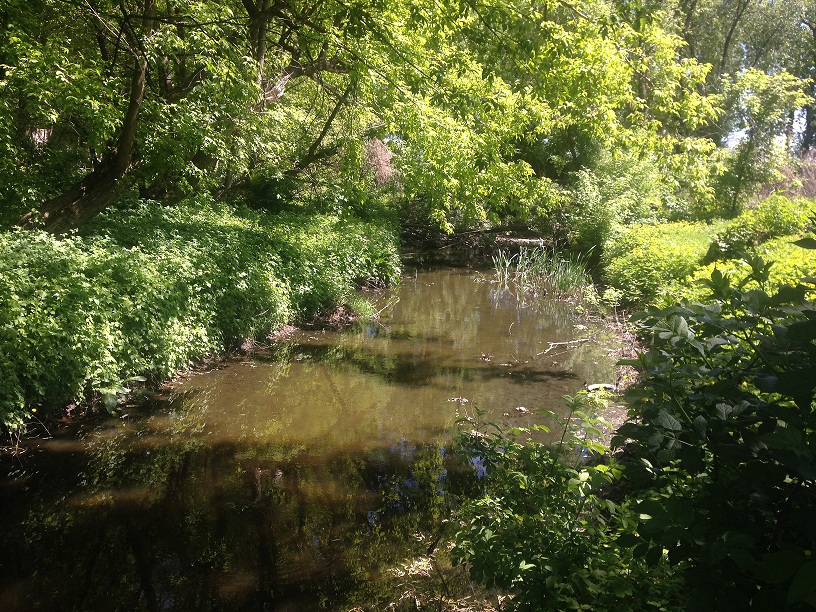
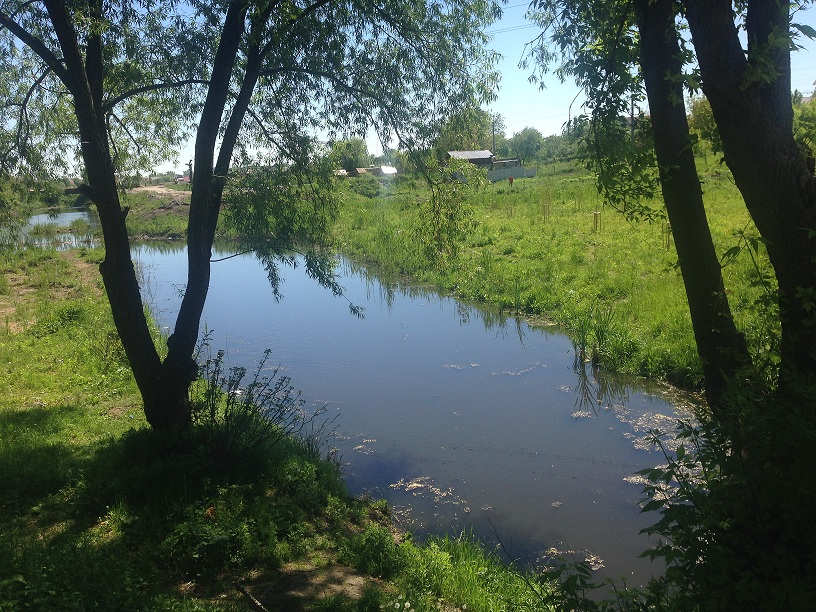
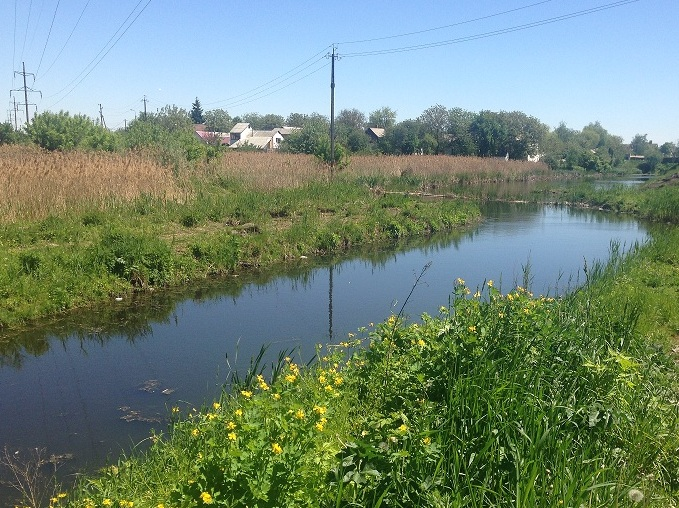